# طاعون المجترات الصغيرة
طاعون المجترات الصغيرة (بالفرنسية: Peste des Petits Ruminants)‏ هو عبارة عن مرض فيروسي يصيب أساسا الأغنام والماعز.
السبب الأساسي لهذا المرض هو فيروس طاعون المواشي الصغيرة الذي ينتمي إلى عائلة الفيرسات الحصبية رتبة الفيروسات السلبية الأحادية.
ينتشر المرض كثيرا في مناطق افريقيا الشرقة أين يعرف منذ مدة طويلة باسم «كاتا». غير أن توزيع الاجسام المضادة في مناطق أخرى يدل على الانتشار الواسع للمرض حيث يتواجد في افريقيا الاستوائية، الشرق الأوسط وحتى في الهند.
تم اكتشاف مرض المجترات الصغيرة لأول مرة في ساحل العاج عام 1942، أين تم تسميته باللغة المحلية «كاتا» (بمعنى التهاب القنوات التنفسية).

## الميكروب المسبب
عبارة عن فيروس ينتمي إلى مجموعة الفيرسات الحصبية والذي له خواص مشتركة مع الفيروس المسبب لطاعون الأبقار وفيروس الحصبة وهذا المرض معروف جدا بأفريقيا الغربية.

## انتقال المرض
ينتقل المرض أساسا عن طريق الاتصال المباشر بين الحيوانات السليمة والحيوانات المريضة. حيث تقوم هذه الأخيرة بطرح الفيروس في الافرازات المخاطية العينية والدموع والافرازات الأنفية ابتداءا من أول يوم من ظهور اعراض المرض (ارتفاع درجة الحرارة). تنتقل هده الاإفرازات المحملة بالفيروس عن طريق الهواء لتقوم بإصابات حيوانات أخرى. يمكن أيضا لهذه الافرازات أن تنتقل عبر المياه وأوعية الأكل وقنوات ضخ الحليب.

## أعراض المرض
تدوم فترة حضن الفيروس من 3 إلى 6 أيام حيث لا يتكاثر الفيروس داخل الجسم المضيف دون أن تظهر أعراض للمرض، بعد تظهر حمى فجائية ووهن فجائي للماشية يصحبها فقدان للشهية وزيادات إنتاج افرازات مخاطية أنفية شفافة. بعد مدة يتحول لون المخاط إلى لون اصفر وطخشن والذي قد يسبب لها ضيق تنفسي حاد.
يمكن لهذه الافرازات أن تتسبب في التصاق جفون الحيوانات. يمكن أيضا أن نلاحظ انتفاخات والتهابات وعلى النسيج الفموي وقد يصحبها تقرحات على مستوى اللثة السفلى. يمكن لبعض الحيوانات أن تعاني من إسهال حاد قد يتسبب في إصابتها بالجفاف وفقدان الوزن. من الشائع أيضا ظهور التهابات رؤوية في المراحل المتقدمة للمرض. قد يسبب المرض اجهاض للحيوانات الحاملة. وقد يتسبب في موت الحيوان المصاب خلال 5 إلى 10 أيام من ظهور الحمى.
تعتبر الحيوانات الصغيرة أكثر تأثرا بالمبرض أمثر من نظيرتها الكبيرة، يلاحظ أيضا أن الماعز أكثر تأثر من الأبقار. رغما أن المرض يعتبر في عادة قاتل إلا انه في أغلب الأحيان يكون حميد ولا يسبب مشاكل كبيرة.

## تشخيص المرض
يتم الاشتباه في المرض عند ملاحظة ظهور حمى فجائية وإفرازات مخاطية أنفية قيحية في الماشية أو ظهور اسهال حاد في الماعز والخراف ولكن ليس في الابقار. تشبه أعراض المرض إلى حد كبير أعراض مرض الحمى القلاعية ومرض اللسان الأزرق لذلك يتطلب أحيانا القيام بتحاليل بيولوجية من أجل التأكد من طبيعة المرض.

## معرض الصور

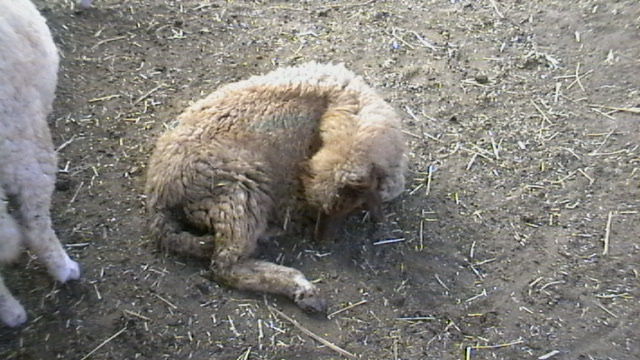
تسمع الذات
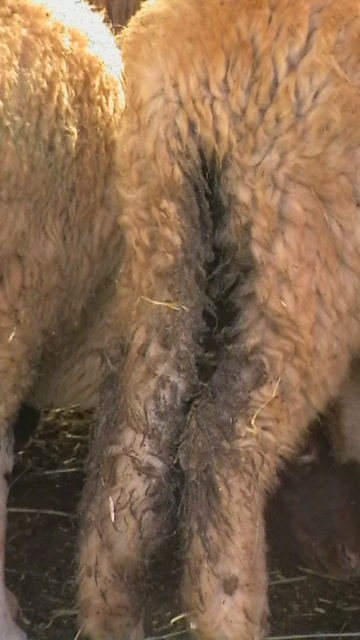
إسهال
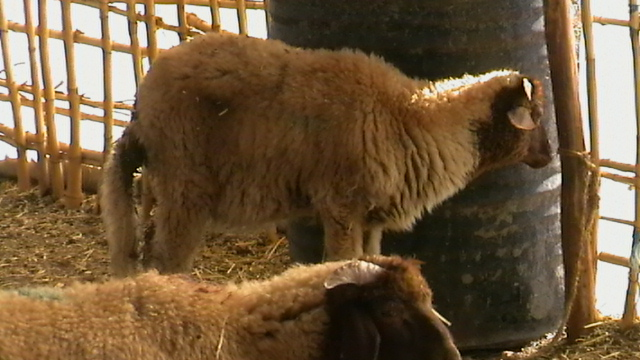
ظهر مقوس من الزحير
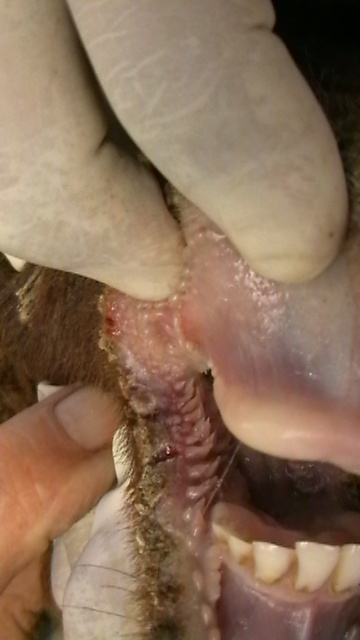
التهاب وتقرح في الفم
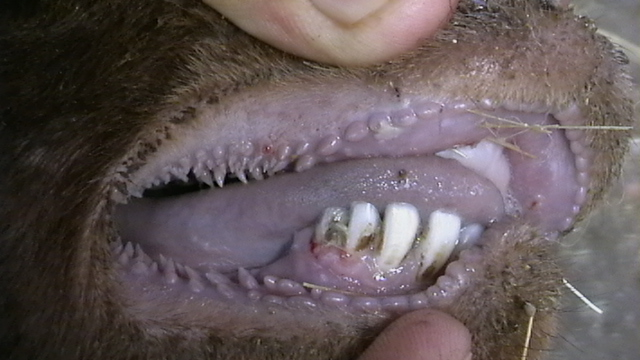
التهاب ما حول السن
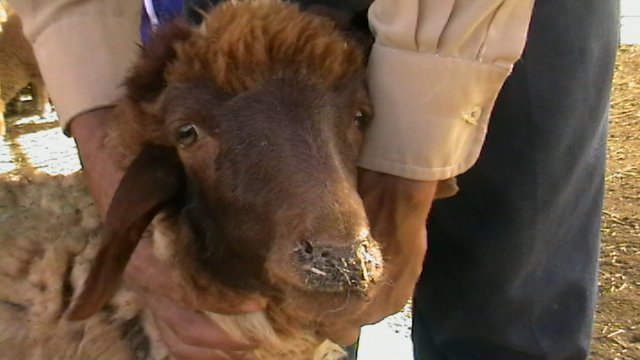
تصريف مخاط قيحي